# Luis Olivares
Luis Olivares Jiménez (Santiago, 8 de octubre de 1939-1 de octubre de 2024) fue un futbolista profesional chileno que se desempeñaba como defensa central. Durante la mayor parte de su carrera en la Primera División de Chile vistió los colores de club formador, Universidad Católica.

## Trayectoria
Debutó el 4 de diciembre de 1960. Universidad Católica, que no había tenido una buena temporada, necesitaba al menos sumar un punto ante Colo-Colo en el Torneo oficial 1960. Perdía 2:0. Una de las figuras de la cancha en ese momento de adversidad fue Luis Olivares. El marcador finalizó 2:2. En esa misma temporada, destacó en el amistoso en el cual Católica derrotó por 1:0 a River Plate, compartiendo en la cancha con la figura internacional Ladislao Kubala. Para la prensa de la época no pasó inadvertido el aplomo mostrado por Olivares, pese a su juventud.
En su club de formación, tuvo sobresalientes actuaciones en el primer lustro de los años 1960. Ganó el título de Primera División 1961 y Primera División 1966. En la campaña de 1961, Olivares jugó 27 partidos y convirtió 1 gol. En 1962, registró 30 presencias. Apenas seis encuentros menos disputó en 1963, pero nuevamente anotó un gol. Contrastando con la cantidad de participaciones que había exhibido en los años anteriores, sólo tuvo acción en dos encuentros durante la temporada 1966.
Además, actuando en la franja, disputó ocho partidos por la Copa Libertadores, sumando sus encuentros en las ediciones de 1962 y 1966.

## Clubes
| Club                 | País  | Año       |
| -------------------- | ----- | --------- |
| Universidad Católica | Chile | 1960-1967 |
| Green Cross-Temuco   | Chile | 1968-1969 |
| Fernández Vial       | Chile | 1970      |

## Palmarés

### Torneos nacionales de reservas
| Título             | Equipo               | País  | Año  |
| ------------------ | -------------------- | ----- | ---- |
| Torneo de Reservas | Universidad Católica | Chile | 1965 |
| Torneo de Reservas | Universidad Católica | Chile | 1966 |
| Torneo de Reservas | Universidad Católica | Chile | 1967 |

### Torneos nacionales oficiales
| Título           | Club                 | País  | Año  |
| ---------------- | -------------------- | ----- | ---- |
| Primera División | Universidad Católica | Chile | 1961 |
| Primera División | Universidad Católica | Chile | 1966 |